# Federico Giraudo
Federico Giraudo (Cuneo, 11 agosto 1998) è un calciatore italiano, difensore del Perugia.

## Biografia
È il nipote dell'allenatore ed ex calciatore Franco Giraudo.

## Carriera

### Nazionale
Nel 2019 è stato convocato dalla nazionale universitaria per l'edizione di Napoli, conclusa al terzo posto finale.

### Perugia
Giraudo ha firmato un contratto con il Perugia il 30 agosto 2024, valido fino al 2026.

## Statistiche

### Presenze e reti nei club
Statistiche aggiornate al 27 aprile 2025.
| Stagione          | Squadra           | Campionato        | Campionato | Campionato | Coppe nazionali | Coppe nazionali | Coppe nazionali | Coppe continentali | Coppe continentali | Coppe continentali | Altre coppe | Altre coppe | Altre coppe | Totale | Totale |
| Stagione          | Squadra           | Comp              | Pres       | Reti       | Comp            | Pres            | Reti            | Comp               | Pres               | Reti               | Comp        | Pres        | Reti        | Pres   | Reti   |
| ----------------- | ----------------- | ----------------- | ---------- | ---------- | --------------- | --------------- | --------------- | ------------------ | ------------------ | ------------------ | ----------- | ----------- | ----------- | ------ | ------ |
| 2017-2018         | L.R. Vicenza      | C                 | 27+2       | 0          | CI+CI-C         | 2+0             | 0               | -                  | -                  | -                  | -           | -           | -           | 31     | 0      |
| 2018-2019         | Ternana           | C                 | 23         | 0          | CI+CI-C         | 3+1             | 0               | -                  | -                  | -                  | -           | -           | -           | 27     | 0      |
| set. 2019-2020    | Cesena            | C                 | 11         | 0          | CI-C            | 2               | 2               | -                  | -                  | -                  | -           | -           | -           | 13     | 2      |
| ott. 2020-2021    | Vis Pesaro        | C                 | 29         | 1          | -               | -               | -               | -                  | -                  | -                  | -           | -           | -           | 29     | 1      |
| 2021-gen. 2022    | Vis Pesaro        | C                 | 18         | 0          | CI-C            | 1               | 0               | -                  | -                  | -                  | -           | -           | -           | 19     | 0      |
| Totale Vis Pesaro | Totale Vis Pesaro | Totale Vis Pesaro | 47         | 1          |                 | 1               | 0               |                    | -                  | -                  |             | -           | -           | 48     | 1      |
| gen.-giu. 2022    | Reggina           | B                 | 15         | 0          | CI              | -               | -               | -                  | -                  | -                  | -           | -           | -           | 15     | 0      |
| 2022-gen. 2023    | Reggina           | B                 | 12         | 0          | CI              | 1               | 0               | -                  | -                  | -                  | -           | -           | -           | 13     | 0      |
| Totale Reggina    | Totale Reggina    | Totale Reggina    | 27         | 0          |                 | 1               | 0               |                    | -                  | -                  |             | -           | -           | 28     | 0      |
| gen.-giu. 2023    | Cittadella        | B                 | 16         | 0          | CI              | -               | -               | -                  | -                  | -                  | -           | -           | -           | 16     | 0      |
| 2023-2024         | Cittadella        | B                 | 19         | 0          | CI              | 2               | 0               | -                  | -                  | -                  | -           | -           | -           | 21     | 0      |
| Totale Cittadella | Totale Cittadella | Totale Cittadella | 35         | 0          |                 | 2               | 0               |                    | -                  | -                  |             | -           | -           | 37     | 0      |
| 2024-2025         | Perugia           | C                 | 34         | 0          | CI-C            | 0               | 0               | -                  | -                  | -                  | -           | -           | -           | 34     | 0      |
| Totale carriera   | Totale carriera   | Totale carriera   | 204+2      | 1          |                 | 12              | 2               |                    | -                  | -                  |             | -           | -           | 218    | 3      |